# Choi Seung-ja
Choi Seung-ja (최승자?; 1952) è una poetessa e traduttrice sudcoreana.

## Biografia
Nacque nel 1952 nella contea di Yeongi, nel Chungcheong Meridionale e studiò letteratura tedesca all'Università della Corea, ma non terminò. Lavorò come traduttrice dal tedesco e pubblicò le sue prime poesie sulla rivista Munhakgwa jiseong nel 1979. Ha pubblicato sette raccolte di poesie, e nel 2010 si aggiudicò il Jirisan Literary Award.

## Opere
- <이 시대의 사랑>, 1981
- <즐거운 일기>, 1984
- <기억의 집>, 1989
- <내 무덤, 푸르고>,1993
- <연인들>,  1999
- <쓸쓸해서 머나먼>, 2010
- <물 위에 씌어진>, 2011
- <빈 배처럼 텅 비어>, 2016